# Италия на зимних Олимпийских играх 1936
Италия принимала участие в зимних Олимпийских играх 1936 года в Гармиш-Партенкирхене (Германия) в пятый раз за свою историю, но не завоевала ни одной медали.

## Состав сборной
40 спортсменов: 35 мужчин и 5 женщин соревновались в 7 видах спорта:
- бобслей
- горнолыжный спорт
- лыжное двоеборье ("северная комбинация")
- лыжные гонки
- прыжки на лыжах с трамплина
- фигурное катание
- хоккей с шайбой

Самым молодым участником сборной был 18-летний горнолыжник Витторио Кьеррони, самым старшим — 38-летний бобслеист Карло Сольвени.

## Результаты

### Прыжки с трамплина
Соревнования прошли 16 февраля на Большом Олимпийском трамплине в Гармиш-Партенкирхене. Соревновались лишь на одном трамплине. Из-за плохого снега ни один из участников не смог достичь критической точки в 80 м.
| Спортсмен     | 1 прыжок     | 1 прыжок | 1 прыжок | 2 прыжок  | 2 прыжок | 2 прыжок | Результат | Результат |
| Спортсмен     | Дальность    | Очки     | Место    | Дальность | Очки     | Место    | Очки      | Место     |
| ------------- | ------------ | -------- | -------- | --------- | -------- | -------- | --------- | --------- |
| Марио Бономо  | не стартовал | —        | —        | —         | —        | —        | —         | —         |
| Бруно да Коль | 59.0         | 87.8     | 39       | 61.0      | 91.8     | 36       | 179.6     | 37        |

### Фигурное катание
Соревнования по фигурному катанию в парном разряде на зимних Олимпийских играх 1936 прошли 13 февраля в Гармиш-Партенкирхене (Германия) на искусственном льду Олимпийского ледового стадиона «Olympia-Eissport-Zentrum». Тогда действовала шестибалльная система оценок в фигурном катании.
Италию представляли Анна и Эрколе Катанео
Парное катание
| Спортсмены                  | Баллы | Сумма мест | Место в итоговом протоколе |
| --------------------------- | ----- | ---------- | -------------------------- |
| Анна Катанео Эрколе Катанео | 93    | 9.1        | 9                          |

### Хоккей
Хоккейный турнир прошёл с 6 по 15 февраля. На этом турнире также разыгрывались медали десятого чемпионата мира и двадцать первого чемпионата Европы.
На турнире играли 15 команд, поэтому турнир проводился в три этапа. На первом этапе команды были разделены на 4 группы, по две сильнейшие выходили в следующий этап.
Италия попала в группу Б. И хотя сумела нанести поражение сборной США, не вышла в следующий этап.
| М | Сборная   | И | В | Н | П | ШЗ | ШП | РШ | О |
| - | --------- | - | - | - | - | -- | -- | -- | - |
| 1 | Германия  | 3 | 2 | 0 | 1 | 5  | 1  | +4 | 4 |
| 2 | США       | 3 | 2 | 0 | 1 | 5  | 2  | +3 | 4 |
| 3 | Италия    | 3 | 1 | 0 | 2 | 2  | 5  | -3 | 2 |
| 4 | Швейцария | 3 | 1 | 0 | 2 | 1  | 5  | -4 | 2 |

| 6 февраля 1936 | Германия  | — | США       |  | 0:1 (0:1,0:0,0:0)         |
|                |           |   |           |  |                           |
| 7 февраля 1936 | США       | — | Швейцария |  | 3:0 (0:0,3:0,0:0)         |
| 7 февраля 1936 | Германия  | — | Италия    |  | 3:0 (1:0,1:0,1:0)         |
|                |           |   |           |  |                           |
| 8 февраля 1936 | Германия  | — | Швейцария |  | 2:0 (0:0,1:0,1:0)         |
| 8 февраля 1936 | США       | — | Италия    |  | 1:2 (0:0,0:0,1:1,0:0,0:1) |
|                |           |   |           |  |                           |
| 9 февраля 1936 | Швейцария | — | Италия    |  | 1:0 (0:0,1:0,0:0)         |

Состав команды:
- Аугусто Джероза
- Франко Росси
- Джанмарио Барони
- Дечо Тровати
- Камилло Мусси
- Джованни Скотти
- Игнацио Диониси
- Марио Дзуккини
- Марио Майокки
- Луиджи Дзуккини